# Mads Christiansen
Pour les articles homonymes, voir Christiansen.
Ne doit pas être confondu avec Lars Christiansen.
Mads Christiansen, né le 3 mai 1986 à Næstved, est un handballeur international danois qui joue au poste d'arrière droit.

## Palmarès

### En club
Compétitions internationales
- Finaliste de la Ligue des champions (C1) (2) : 2021

Compétitions nationales
- Vainqueur du Championnat du Danemark (4) : 2010, 2016, 2020, 2021
- Vainqueur de la Coupe du Danemark (1) : 2005
- Vainqueur de la Supercoupe du Danemark (1) : 2019, 2020
- Vainqueur du Championnat d'Allemagne (1) : 2004
- Finaliste de la Coupe d'Allemagne (1) : 2019

### En sélection
Jeux olympiques
- Médaille d'or aux Jeux olympiques de 2016 à Rio de Janeiro,  Brésil

Championnats du monde
- médaillé d'argent au Championnat du monde 2011, Suède
- 5e place au Championnat du monde 2015, Qatar

Championnats d'Europe
- médaillé d'or au Championnat d'Europe 2012, Serbie
- médaillé d'argent au Championnat d'Europe 2014, Danemark
- 6e place au Championnat d'Europe 2016, Pologne